# Đái tháo đường thai kỳ
Đái tháo đường thai kỳ là tình trạng người phụ nữ không mắc đái tháo đường có tăng đường huyết khi mang thai. Đái tháo đường thai kỳ thường dẫn đến một vài triệu chứng; tuy nhiên, nó làm tăng nguy cơ tiền sản giật, trầm cảm và cần phải sinh mổ. Trẻ sinh ra từ những bà mẹ bị đái tháo đường thai kỳ được điều trị kém có nguy cơ quá lớn, có lượng đường trong máu thấp sau khi sinh và vàng da. Nếu không được điều trị, nó cũng có thể dẫn đến thai chết lưu. Về lâu dài, trẻ em có nguy cơ thừa cân và phát triển đái tháo đường loại 2 cao hơn.
Đái tháo đường thai kỳ là do không đủ insulin trong tình trạng kháng insulin. Các yếu tố nguy cơ bao gồm thừa cân, trước đây bị đái tháo đường thai kỳ, tiền sử gia đình mắc đái tháo đường loại 2 và mắc hội chứng buồng trứng đa nang. Chẩn đoán bằng xét nghiệm máu. Đối với những người có nguy cơ bình thường, sàng lọc được khuyến khích giữa 24 và 28 tuần mang thai. Đối với những người có nguy cơ cao, xét nghiệm có thể xảy ra ở lần khám tiền sản đầu tiên.
Phòng ngừa là bằng cách duy trì cân nặng khỏe mạnh và tập thể dục trước khi mang thai. Đái tháo đường thai kỳ được điều trị bằng chế độ ăn kiêng cho người đái tháo đường, tập thể dục và có thể tiêm insulin. Hầu hết phụ nữ có thể kiểm soát lượng đường trong máu bằng chế độ ăn uống và tập thể dục. Xét nghiệm đường huyết trong số những người bị ảnh hưởng thường được đề nghị bốn lần một ngày. Nên cho con bú càng sớm càng tốt sau khi sinh.
Đái tháo đường thai kỳ ảnh hưởng đến ba con9% thai kỳ, tùy thuộc vào dân số được nghiên cứu. Nó đặc biệt phổ biến trong ba tháng cuối của thai kỳ. Nó ảnh hưởng đến 1% những người dưới 20 tuổi và 13% những người trên 44 tuổi. Một số nhóm dân tộc bao gồm người châu Á, người Mỹ gốc Ấn, người Úc bản địa và người dân đảo Thái Bình Dương có nguy cơ cao hơn. Trong 90% trường hợp, đái tháo đường thai kỳ sẽ tự giải quyết sau khi em bé chào đời. Phụ nữ, tuy nhiên, có nguy cơ mắc đái tháo đường loại 2.